# Trung tâm phóng vệ tinh Tây Xương

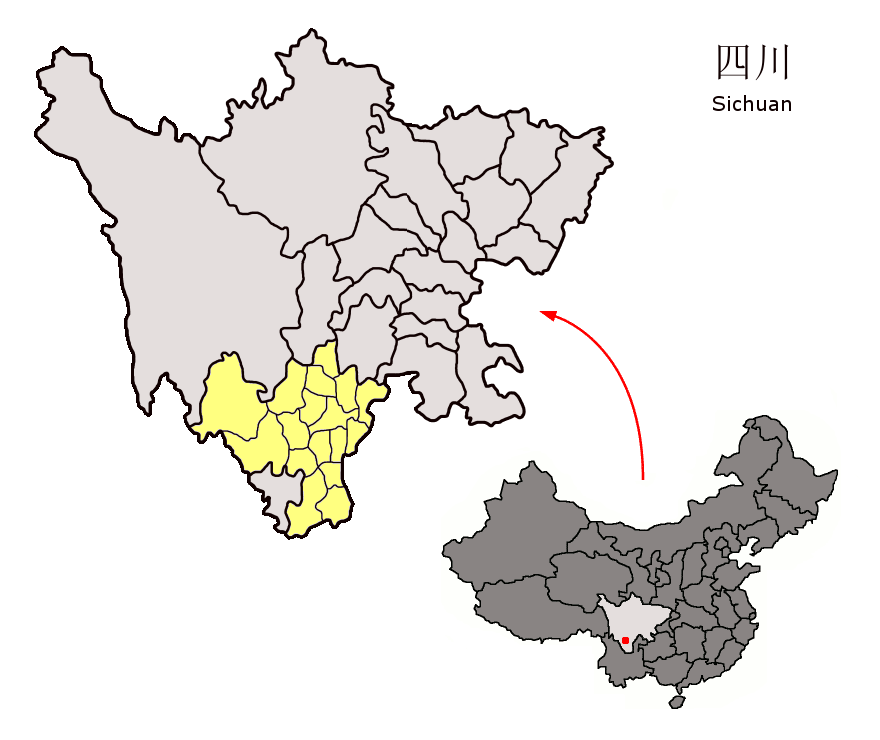
Vị trí của châu tự trị Lương Sơn (màu vàng) trong tỉnh Tứ Xuyên.

Trung tâm phóng vệ tinh Tây Xương (tiếng Trung: 西昌卫星发射中心) là một địa điểm phóng vệ tinh của Cộng hòa Nhân dân Trung Hoa. Trung tâm này nằm ở huyện Miện Ninh, cách trung tâm địa cấp thị Tây Xương, thuộc châu tự trị Lương Sơn tỉnh Tứ Xuyên 64 km về phía tây bắc. Trung tâm này bắt đầu hoạt động năm 1984 và chủ yếu được sử dụng để phóng các vệ tinh khí tượng và liên lạc. Đây là nơi hợp tác không gian giữa Trung Quốc và châu Âu, với việc phóng các vệ tinh khoa học Double Star Mission tháng 12 năm 2003.